# Трап (стрељаштво)
Трап је спортско гађање пушком сачмаром на летеће мете у ваздуху на линијском стрелишту. Машине за избацивање мета уграђене су у ров који је паралелан са стрељачким местима (код скита је полукружна). Могу бити различите конструкције тј ручно-механичког, електричног или електронског окидања. Избачај и угао лета у односу на стрелца иде у разним правцима, а тај редослед није познат такмичару (код скита је познат). У случају промашаја мете првим хицем, за време лета мете док је још у ваздуху, стрелац може испалити још један хитац (код скита нема другог метка), а рачуна се да је мета погођена ако се од ње одвоји видљив комадић.
Ова дисциплина је у програму Летњих олимпијских игара од других Игара 1900. у Паризу.

## Историјат гађања у летеће мете (глинене голубове)
Гађање летећих мета је релативно стара дисциплина. Појавила се средином 19. века у Америци, где све више добија на полуларности с напуштањем гађања живих голубова, условљених не само економским него и естетским разлозима. Амерички капетан Адам Хенри Богардус, Ира Пејн и Вилијам Френк Карвер први пропагирају ту нову дисциплину. Они гађају стаклене кугле и глинене „голубове“ пушком сачмаром. Стаклене кугле биле су посебним катапултима избациване иза импровизовано постављеног заклона испред стрелца. Капетан Богард је први патентирао један такав катапулт под именом Богардов трап.
Уместо стаклених кугли све чешће су се правиле плочице од глине, које су се показале практичније и на крају су саствим потиснуле стаклене кугле. Осим плочица од глине употребљавали су се и „голубови“ од лима, који су пре стављања у катапулт уваљани у црвени прах (енглеско црвенило), па су при поготку пстављали траг црвене пражине. Сличне мете су прављене и од папира (Колумбија), тако да су. кад би биле погођене макар једним зрном, кроз прострелну рупу испуштали угљену прашину. Због лошег маркирања погодка, напушта се прављење таквих мета, па се почетком 20. века устаљује производња мета тањурастог облика од глине и асфалта. Тај облик и материјали мета су се задржали до данас, а стари назив глинени голуб је замењен новим летећа мета.
Дисциплину гађања глинених голубова преноси 1890. из Америке у Европу, Армин Тенер. Нову и атрактивну дисциплину брзо прихватају Немци и Французи, па је она од 1900. и олимпијска дисциплина. Гађање летећих мета пушком сачмаром обухвата две различите дисциплине: гађање на линијском стрелишту - трап и гађање на полукружном стрелишту - скит

### Развој ове дисциплине на територији Југославије
Гадине 1913 основан је у Загребу први стрељачки клуб за гађање глинених голубова, а 1925 гађање глинених голубова било је у програму годишњег гађања у Љубљани. Било је на програму првог првенства Југославије у стрељаштву 1930. На првенству Балкана 1933 у Варни (Бугарска) Југославија је освојила првенство.
Прво стрелиште за гађање глинених голубова отврено је на хиподрому у Београду 1935.. Све дисциплине гађања пушком сачмаром су од 1956. у надлежности Стрељачког савеза Југославије и равноправне су су са свим дисциплинама међународног програма.

## Правила такмичења
Међународна стрелишта за трап састоје се од рова са 15 машина за избацивање мета. Машине су распоређење у 5 батерија по три машине. На 15 метара од рова, у правцу средње машине у групи (батерији) од три машине налази се стрељачко место. Ватрена линија има 5 места. Ров у којем су смештене машине и послуга, због сигурности мора бити укопан у земљу и добро наткривен. стрељачко место налази се на бетонској подлози, која је у истом нивоу са кровом бункера, величине 1 х 1 м².
Избачене мете имају домет од 75 до 85 м, а висина мерена на десетом метру од рова креће се од 1,5 до 4 метра. Брзина мете на 1о метру од рова креће се брзином од 100 до 120 м/сек. Угао избацивања мете може бити минимум 0, а максимум 45°, сти да средња машина из сваке батерије носи право, лева удесно, а десна улево.
Трап се гађа у групама од 6 стрелаца, а једна серија обухвата 25 мета по стрелцу. Редослед гађања је следећи:првих 5 стрелаца попуњавају стајалишта на бетонској писти, а шести стрелац чека на свој ред на месту 1. Кад је први стрелац завршио са гађањем на месту бр. 1, помиче се за једно место удесно чим други стрелац заврши са гађањем на месту бр. 2 и тако редом. Стрелац са места бр. 5 кад заврши гађање одлази на место на којем је био стрелац 6. Тако се редом мењају места после сваког опаљеног хица што се у пракси одвија веома брзо. Ово ротирање траје толико док сваки такмичар не пуца на сваком од пет стајалишта по 5 мета што укупо даје 25. Пре такмичења сваки стрелац извуче старти број који одређује његов редослед гађања.
Након што сви такмичари заврше програм, збир погодака одређује појединачни и екипни пласман. При једнаком броју погодака, поредак се за прва три места одређује накнадним распуцавањем на јошједној серији од 25 мета. То се понавља толико пута док не настане разлика за барем један погодак. Такмичење на ОИ, СП, ЕП, МИ и Балканском првенствуобухвата екипни програм од 150 мета, а појединачни од 200 мета. Такмичење обично траје два дана, а гађа се 100 мета дневно у конкуренцији сениора, а по 50 мета у конкуренцији жена и јуниора.

## Оружје и опрема
За такмичење су дозвољене све врсте пушака сачмара, без обзира на систем максималне величине калибра 12. Најчешће употребљавано оружје за ову дисциплину јесу пушке двоцевке са хоризонтално или вертикално спојеним цевима, полуаутоматске пушке и пумперице (Америка). За гађање у трапу цеви пушака имају на крају сужење звано чок. Сужење је различито и износи ос 0,5 до 1 цм, а дужина цеви креће се од 74 до 81 цм. Стрелци у трапу користе спортску муницију с максималном количином дозвољеног пуњења која износи 32 гр олова. Промер зрна сачме не сме бити већи од 2,5 мм, а чаура не сме бити дужа од 70 мм.
Летеће мете су израђене су од масе сличне асфалту. Тањурастог је облика, према правилима су контрастне боје у односу на околину стрелишта (црна, бела, жута). Димензије летеће мете одређене су правилима и износе : пречник 11 цм, висина 2,5—2,8 цм, тежине 100—110 гр.
Одећа мора омогућити лагане и пријатне покрете. Најчешће се употребљавају стрељачки прслуци са подлошком на десном рамену који омогућује клизање кундака при пуцању. Широки џепови са сваке стране прслука служе такмичарима за одлагање пуних нобоја. Израђују се исти за обе дисциплине трап и скит. Једно од помагала је и стрељачка капа, која штитри очи од сунца. Ту су и штитници за уши, који имају задатак заштити уши од детонације пуцња.

## Светски рекорди у дисциплини трап
| Тренутни светски рекорди у трапу | Тренутни светски рекорди у трапу | Тренутни светски рекорди у трапу | Тренутни светски рекорди у трапу | Тренутни светски рекорди у трапу                                                                      | Тренутни светски рекорди у трапу                                                                                 | Тренутни светски рекорди у трапу |
| -------------------------------- | -------------------------------- | -------------------------------- | --- | --- | --- | -------------------------------- |
| Мушкарци                         | Квалификације                    | 125                              | Giovanni Pellielo Италија · Ray Ycong Сједињене Државе · Marcello Tittarelli Италија · Lance Bade Сједињене Државе · Павел Гуркин Русија · David Kostelecký Чешка · Масимо Фабрици Италија | 1. април 1994. 9. јун 1995. 11. јун 1996 23. јул 1998 10. август 2005. 5. октобар 2006 15. мај, 2009. | Никозија, Кипар Лахти, Финска Зул, Немачка Барселона, Шпанија Американа, Бразил Гранада, Шпанија Минхен, Немачка |                                  |
| Мушкарци                         | Финале                           | 149                              | Karsten Bindrich Немачка | 9. јул 2008.                                                                                          | Никозија, Кипар                                                                                                  |                                  |
| Мушкарци                         | Екипно                           | 368                              | Pellielo, Tittarelli, Вентурини Италија · Al Faihan, Almudhaf, Meqlad Кувајт | 17. јун 1995 6. септембар, 2007                                                                       | Никозија, Кипар Никозија, Кипар                                                                                  |                                  |
| Јуниори                          | Појединачно                      | 124                              | Khaled Almudhaf Кувајт | 14. мај 1998.                                                                                         | Атланта, САД |                                  |
| Јуниори                          | Екипно                           | 355                              | Mirko Acciarri, Adriano Avveduto, · Adriano Lamera Италија | 15. јун 1993.                                                                                         | Барселона Шпанија                                                                                                |                                  |
| Жене                             | Квалификације                    | 74                               | Victoria Chuyko, Украјина · Зузана Штефечекова Словачка · Chen Li, Кина · Guglia Iannotti Италија · Сату Макела-Нумела Финска                                                              | 13. јун 1998 4. април 2006 4. април 2006 28. јун 2007 11. август 2009.                                | Никозија, Кипар Ћингјуен, Кина Ћингјуен, Кина Марибор, Словенија Марибор, Словенија                              |                                  |
| Жене                             | Финале                           | 96                               | Зузана Штефечекова Словачка (74+22) | 4. април 2006.                                                                                        | Ћингјуен, Кина                                                                                                   |                                  |
| Жене                             | Екипно                           | 211                              | Deborah Gelisio, Giulia Iannotti, Jessica Rossi Италија | 11. август 2009.                                                                                      | Марибор, Словенија                                                                                               |                                  |
| Јуниорке                         | Појединачно                      | 72                               | Зузана Штефечекова Словачка | 24. јун 2003.                                                                                         | Гранада Шпанија                                                                                                  |                                  |
| Јуниорке                         | Екипно                           | 211                              | Веи Нинг, Qi Qiuwen, Wang Yajun Кина | 11. август 2009.                                                                                      | Марибор, Словенија                                                                                               |                                  |